# Xanthorhoe emendata
Xanthorhoe emendata là một loài bướm đêm trong họ Geometridae.